# 蓝花列当
蓝花列当（学名：Orobanche sinensis var. cyanescens）为列当科列当属下的一个变种。

## 扩展阅读
- 維基物種上的相關：蓝花列当